# スキャットマンズ ワールド
『スキャットマンズ・ワールド』（Scatman's World） は、アメリカ合衆国のミュージシャン・スキャットマン・ジョンのファーストアルバム。

## 解説
世界的大ヒットとなったデビュー曲「スキャットマン」を収録している。
このアルバムは彼の言わばコンセプトアルバムで、 社会における理想郷 「Scatland（スキャットランド）」を歌っている。 彼はジャケット裏のメッセージで「そんな魔法のような国はどこに?と思っても 遠くを見る必要は無い それは君の心の奥深く 一番大きな夢と一番暖かな願いの間に見つかる事だろう」と語っている。
このアルバムは彼がアメリカという多民族社会で体験した問題をテーマにしている。「ポップスター」は一般人の目線からスターを皮肉った楽曲で、 「クイット・デスペレーション」はホームレスの問題を、そして「タイム（テイク・ユア・タイム）」は、彼を長い間苦しませてきたアルコール依存症を歌っている（アルコホーリクス・アノニマス）。
このアルバムの最後の曲 「ソング・オブ・スキャットランド」は彼の想像上の国の伝統歌謡で、政治腐敗、階級差、戦争、などの問題から解放された世界を歌っている。「ハイ、ルイス」はピアノと安定したベースの伝統的なジャズで、タイトルからも判る通り、ルイ・アームストロングをリファインして作られたと思われる。後に彼はルイに敬意を表した楽曲「エヴリバディ ジャム」をリリースしている。 

## 売上
このアルバムは世界中で大ヒットし、特に日本での売り上げが大きかった（国内盤と輸入盤を合わせて220万枚以上。しかしこれは一過性のブームで、彼の真摯な姿勢や歌詞はあまり評価されず、中古市場にこのアルバムが溢れる原因となった）このアルバムは40週間もの間ヒットチャートに君臨し、総合的に全世界で600万枚以上を売り上げている。

## 収録曲
1. "ウェルカム・トゥ・スキャットランド　Welcome to Scatland"  – 0:49
2. "スキャットマンズ・ワールド　Scatman's World"  – 3:40
3. "オンリー・ユー　Only You"  – 3:42
4. "クワイエット・デスペレーション　Quiet Desperation"  – 3:51
5. "スキャットマン　Scatman (Ski Ba Bop Ba Dop Bop)"  – 3:30
6. "シング・ナウ！　Sing Now!"  – 3:38
7. "ポップスター　Popstar"  – 4:13
8. "タイム（テイク・ユア・タイム）　Time (Take Your Time)"  – 3:41
9. "マンボ・ジャンボ　Mambo Jambo"  – 3:30
10. "エヴリシング・チェンジズ　Everything Changes"  – 4:38
11. "ソング・オブ・スキャットランド　Song of Scatland"  – 5:05
12. "ハイ、ルイス　Hi, Louis"  – 2:34
13. "スキャットマン（ゲーム・オーヴァー・ジャズ・ヴァージョン）　Scatman [Game Over Jazz]"  – 5:03
14. "スキャットマン（スパイク・ミックス）　Scatman [Spike Mix]"  – 6:43 (日本盤ボーナス・トラック)

## チャート
| チャート                    | 最高順位 |
| --------------------------- | -------- |
| オーストリア                | 25       |
| ベルギー (フランデレン地域) | 13       |
| ベルギー (ワロン地域)       | 11       |
| オランダ                    | 20       |
| フィンランド                | 1        |
| フランス                    | 13       |
| ドイツ                      | 6        |
| 日本                        | 2        |
| ノルウェー                  | 6        |
| スウェーデン                | 42       |
| スイス                      | 4        |

| チャート (1995年) | 順位 |
| ----------------- | ---- |
| 日本              | 15   |
| フランス          | 63   |
| スイス            | 16   |
| チャート (1996年) | 順位 |
| 日本              | 47   |

## 参考
1. ↑  『産経新聞』1996年8月28日付東京夕刊。
2. ↑  “austriancharts.at Scatman John – Scatman's World” (ASP) (German). Hung Medien. 2013年3月12日閲覧。
3. ↑  “ultratop.be Scatman John – Scatman's World” (ASP) (Dutch). Hung Medien.   Ultratop. 2013年3月12日閲覧。
4. ↑  “ultratop.be Scatman John – Scatman's World” (ASP) (French). Hung Medien.   Ultratop. 2013年3月12日閲覧。
5. ↑  “dutchcharts.nl Scatman John – Scatman's World” (ASP). Hung Medien.  MegaCharts. 2013年3月12日閲覧。
6. ↑  “finnishcharts.com Scatman John – Scatman's World” (ASP). Hung Medien. 2013年3月12日閲覧。
7. ↑  “lescharts.com Scatman John – Scatman's World” (ASP) (French). Hung Medien.  Syndicat National de l'Édition Phonographique. 2013年3月12日閲覧。
8. ↑  “Album Search: Scatman John – Scatman's World” (German).   Media Control. 2013年3月12日閲覧。
9. ↑  “スキャットマン・ジョン-リリース-ORICON STYLE-ミュージック Highest position and charting weeks of Scatman's World by Scatman John” (Japanese). oricon.co.jp.  Oricon Style. 2013年3月12日閲覧。
10. ↑  “norwegiancharts.com Scatman John – Scatman's World” (ASP). Hung Medien.   VG-lista. 2013年3月12日閲覧。
11. ↑  “swedishcharts.com Scatman John – Scatman's World” (ASP) (Swedish). 2013年3月12日閲覧。
12. ↑  “Scatman John – Scatman's World – hitparade.ch” (ASP) (German). Hung Medien.   Swiss Music Charts. 2013年3月12日閲覧。
13. ↑  “1995年 アルバム年間TOP100” [Oricon Year-end Albums Chart of 1995] (Japanese). 2013年3月12日閲覧。
14. ↑  “Les Albums (CD) de 1995 par InfoDisc” (PHP) (French).   infodisc.fr. 2013年4月7日時点のオリジナルよりアーカイブ。2013年3月12日閲覧。
15. ↑  “Hitparade.ch - Schweizer Jahreshitparade 1995”.   Hung Medien. 2013年3月12日閲覧。
16. ↑  “1996年 アルバム年間TOP100” [Oricon Year-end Albums Chart of 1996] (Japanese). 2013年3月12日閲覧。